# 朱利安·里斯
朱利安·里斯（法語：Julien Ries，1920年4月19日—2013年2月23日），比利时宗教历史学家，天主教会枢机。
里斯出生于比利时，1945年8月12日晋铎。他毕业于鲁汶天主教大学，并于1960年至1968年间在此任教。1968年起，任教于从天主教鲁汶大学划分而来的法语天主教鲁汶大学。1990年退休。2012年2月18日被教宗本笃十六世册封为枢机。

## 牧徽

朱利安·里斯枢机牧徽